# 1971年海地修憲公投
海地於1971年1月30日進行修憲公投，将出任總統的年齡由40歲降到18歲，这使即将21歲的让-克洛德·杜瓦利埃（小杜瓦利埃）得以繼承法蘭索瓦·杜瓦利埃（老杜瓦利埃）的終身總統職位。在公投前，海地國民議會已投票贊成將總統的年齡限制從40歲降低到20歲。
選票上已预先填寫了“是”選項。官方統計結果是2,391,916票贊成，沒有反對票，但有報導称，有兩張白票和一張“反對”票。
老杜瓦利埃的修憲得到了批准，并於1971年4月21日去世，他的兒子小杜瓦利埃成為海地總統。